# Roslev
Roslev er en by i Salling med 1.299 indbyggere  (2024), beliggende 13 km nordøst for Balling, 9 km nordvest for Breum, 12 km sydøst for Glyngøre og 19 km nord for Skive. Byen hører til Skive Kommune og ligger i Region Midtjylland.
Roslev hører til Roslev Sogn. Roslev Kirke ligger i byen.

## Faciliteter
- Roslev Skole har 341 elever, fordelt på 0.-9. klassetrin.[2]
- Roslev Børnehave har plads til 30 børn.[3]
- Den første af Salling Hallerne blev bygget i 1965. I 1975 blev den udvidet med selskabslokaler, køkken og vandrerhjem. I 2009 blev endnu en hal bygget. De har adgang til de omliggende boldbaner.
- Roslev Idræts Klub blev stiftet i 1924. I 1953 indviede man stadion og klubhus. Klubben har afdelinger for bl.a. fodbold, badminton, gymnastik, minigolf, motion og fitness.[4]
- KFUM-Spejderne i Roslev startede i 1940 og har i dag både "bævere", "ulve" og juniorspejdere.
- Roslev Ældrecenter er opført i 1979 og blev om- og nybygget i 2007, så det nu har 23 plejeboliger, heraf 2 midlertidige boliger. Lejlighederne er på 45,8 m². Centret har ca. 30 ansatte.[5]
- Byen har SuperBrugs, pizzeria, apotek, lægehus, fysioterapeuter.

## Historie
Roslev er nævnt første gang på et skøde i 1429.

### Roslev Mølle
Roslevs gamle mølle brændte i 1880. En ny blev bygget i 1882 som en stilren, spåntækket hollandsk mølle og var i brug indtil 1951.

### Kommunen
Rybjerg Sogn var i 1800-tallet anneks til Roslev Sogn og havde altså ikke egen præst, men blev betjent af præsten i Roslev. Roslev-Rybjerg pastorat blev i 1842 grundlaget for Roslev-Rybjerg sognekommune. Den fungerede frem til 1924, hvor Rybjerg Sogn brød ud efter at sognerådet besluttede, at Sallings anden realskole (efter Skive) skulle oprettes i Roslev. Denne beslutning uddybede modsætningen til Rybjerg, der var et rent landsogn. Roslev og Rybjerg blev så to selvstændige sognekommuner frem til kommunalreformen i 1970, hvor de indgik i Sallingsund Kommune, som indgik i Skive Kommune ved strukturreformen i 2007.

### Jernbanen
Roslev fik jernbanestation på Sallingbanen (1884-1971).
Stationsbygningen blev solgt som bolig i 1974 og er bevaret på Jernbanegade 42. Salling Natursti er en cykel- og vandresti, belagt med stenmel og anlagt på banens tracé næsten hele vejen mellem Skive og Glyngøre.

### Stationsbyen
Ved banens åbning var der kun spredte gårde omkring stationen, men banen satte gang i byens udvikling.
I 1901 blev Roslev beskrevet således: "Roslev, ved Landevejen, med Kirke, Præstegd., Skole, Forsamlingshus (opf. 1900), Apotek, Lægebolig, Andelsmejeri, 2 Møller, Kro, Jærnbane-, Telegraf- og Telefonst.;" Det lave målebordsblad fra 1900-tallet viser desuden et elværk og et bryggeri.
I størstedelen af 1900-tallet var Roslev Sallings næststørste by, kun overgået af købstaden Skive. I dag har Glyngøre flere indbyggere end Roslev. Hele Nordsalling (de tidligere Sallingsund Kommune og Sundsøre Kommune) hører til postnummeret 7870 Roslev.

## Galleri
- Kroen
- Stationsbygningen
- Det gamle bryghus
- Vandrerhjemmet
- Børnehaven
- Ældrecentret